# Igreja Católica na Tanzânia
A Igreja Católica na Tanzânia é parte da Igreja Católica universal, em comunhão com a liderança espiritual do Papa, em Roma, e da Santa Sé. Ainda que não seja um país que costuma aparecer nas listas de perseguição aos cristãos, há tensões com os muçulmanos. A Tanzânia é marcada por uma política de expansão agressiva do islã fundamentalista, promovida por países produtores de petróleo. As áreas costeiras, o norte da parte continental e a ilha de Zanzibar já são majoritariamente muçulmanos. O relatório de 2020 da Missão Portas Abertas registrou aumento nos ataques a igrejas e cristãos, em relação ao publicado em 2019. Essa realidade ocorre em todas as comunidades cristãs tanzanianas. Em áreas dominadas pelo islã, os ex-muçulmanos convertidos ao cristianismo são os mais afetados. A ameaça de grupos islâmicos violentos na ilha de Zanzibar vem diminuindo, mas a pressão no continente em áreas onde os muçulmanos são dominantes não. Nos últimos tempos, o governo começou a pressionar as igrejas.

## História
Os padres agostinianos que acompanharam Vasco da Gama desembarcaram em Zanzibar em 1499. A ilha permaneceu sob o domínio português até os árabes tomarem o controle e expulsar todos os padres em 1698. A atividade missionária católica cessou a partir deste ano até 1860, quando chegaram três padres e seis irmãs. Zanzibar desempenhou um papel importante no início da Igreja na África Oriental, porque os primeiros missionários da Tanganica e Quênia iniciaram seus trabalhos vindos de lá. Os padres espiritanos, que chegaram à ilha em 1863, formaram a primeira missão católica na Tanzânia cinco anos depois e foram confiados à região em 1872.

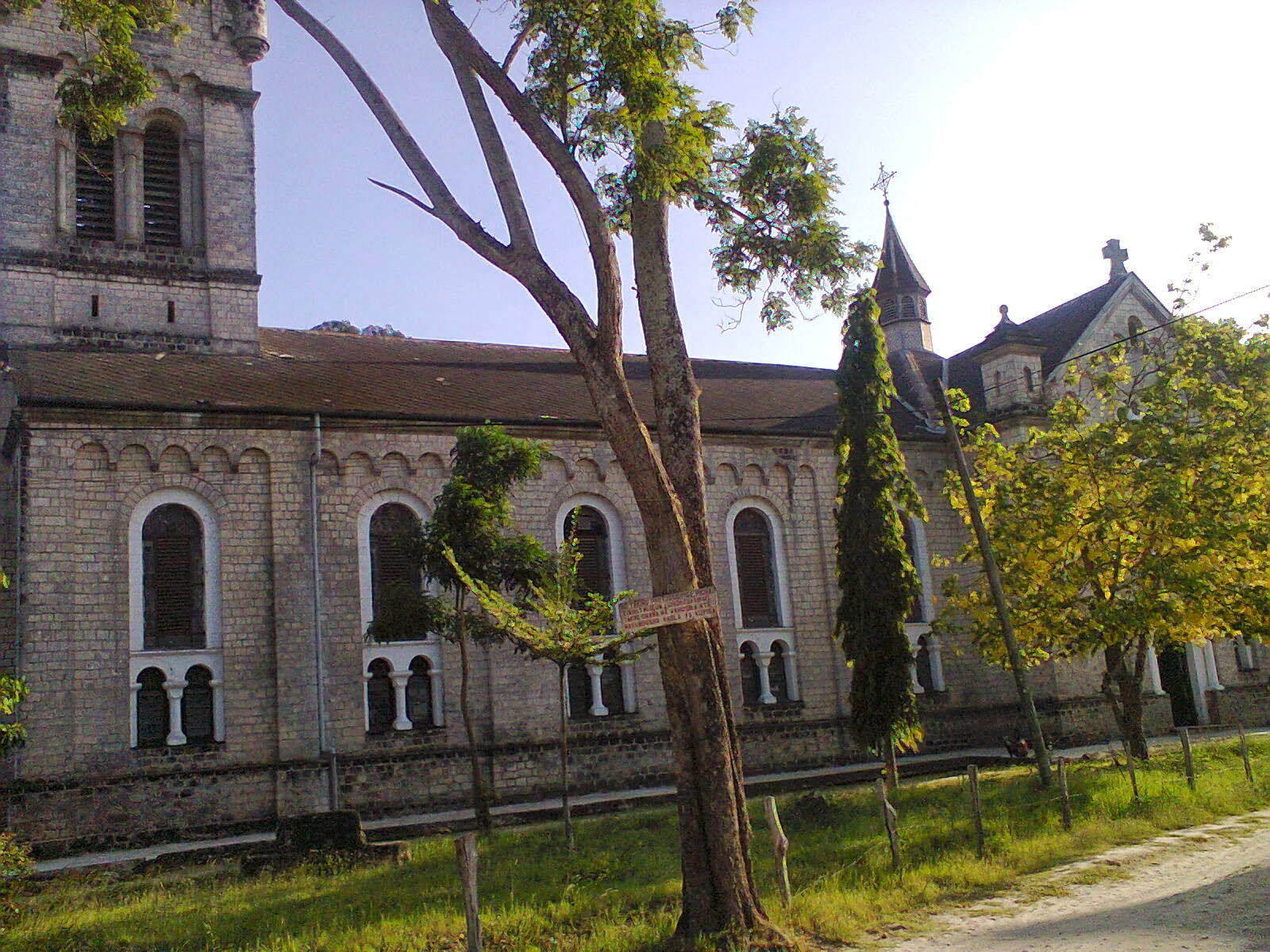
Primeira igreja católica da África Oriental, construída por escravos, no período colonial.

As ilhas pertenciam ao Vicariato Apostólico de Zanzibar, erigido em 1906, e depois à Diocese de Mombaça e Zanzibar, criada em 1955, cujo bispo residia em Mombaça, no Quênia. Em 1953, a hierarquia da Tanzânia foi estabelecida com duas sés metropolitanas. No dia 3 de março de 1960, o Papa São João XXIII nomeou o primeiro cardeal negro da história da Igreja, o tanzaniano Laurean Rugambwa. Em 1965, o arcebispo de Dar es Salaam foi nomeado administrador apostólico de Zanzibar e Pemba, onde as Irmãs do Preciosíssimo Sangue se encarregavam de uma casa de propriedade do governo para idosos, tuberculosos e leprosos, e administravam uma escola em Zanzibar para crianças de todas as idades e crenças. 
A constituição de 25 de abril de 1977 (revisada em outubro de 1984) respeitava a liberdade religiosa e estabeleceu a Tanzânia como um estado secular. O governo concedeu à Igreja isenção de impostos, mas desencorajou o proselitismo quando ofensivo a outras religiões. Enquanto uma Igreja Católica ativa e vital trabalhava para manter relações amistosas com líderes muçulmanos no continente e nas ilhas, um aumento no fundamentalismo islâmico e a imposição da lei islâmica em certas regiões causaram tensões crescentes entre as duas religiões.

## Atualmente
O crescimento do islamismo é o maior desafio para a Igreja Católica tanzaniana. Cristãos que não têm um templo próprio, são desprezados e subvalorizados. A superstição também é muito disseminada, e muitos ainda creem em feitiçaria; deficiências são vistas como maldições ou penalizações por uma má ação e albinos são perseguidos, excluídos e mortos para fabricar "curas mágicas" a partir de seus corpos. A Igreja ainda tem grandes dificuldades para combater tais práticas.
Em 2000, havia 769 paróquias atendidas por 1.379 padres diocesanos e 714 padres religiosos. Outros religiosos incluíam aproximadamente 610 irmãos e 6.700 irmãs, muitos dos quais operavam as nove escolas primárias e 172 secundárias da Igreja e cuidavam das grandes populações de refugiados ao norte do país. A Igreja Católica também cuida de muitas universidades na Tanzânia. O governo obriga a Igreja Católica e outras igrejas cristãs a apresentar-se no Ministério do Interior com uma carta de acreditação da hierarquia. São feriados nacionais algumas festividades católicas: Sexta-feira Santa, Segunda-feira de Páscoa e Natal.
Em abril de 2000, uma igreja foi queimada em Zanzibar (predominantemente muçulmana), a segunda tentativa nessa propriedade em três anos. No mesmo ano, Zanzibar, ainda permanecia quase totalmente muçulmana, enquanto no continente as influências muçulmanas eram minoritárias e permaneciam nas regiões do norte. De uma forma geral, a Tanzânia tem vivenciado o medo do aumento da ação terrorista muçulmano.
Em 5 de maio de 2013 um homem jogou um bomba em uma igreja de Arusha por cima do muro que rodeava a propriedade. Com a explosão pelo menos uma pessoa morreu e outras 60 ficaram feridas. No dia 2 de maio de 2015, uma igreja católica foi incendiada no noroeste da Tanzânia, na cidade de Nyarwele, região de Kagera, próximo às fronteiras com Uganda, Burundi e Ruanda. As chamas destruíram os documentos da paróquia, cadeiras, bancos, livros litúrgicos e um gerador. Foi a terceira igreja incendiada na região desde o início daquele ano, sendo as outras duas igrejas protestantes. Em setembro do mesmo ano, também em Kagera, foi incendiada uma igreja em Kitundu.
Em 4 de dezembro de 2018, o país celebrou o jubileu de 150 anos de sua evangelização na presença de milhares de fiéis, do presidente, John Magufuli, do núncio apostólico da Tanzânia, arcebispo de Nairóbi, cardeal John Njue, e outros dignitários. O local escolhido para as celebrações do jubileu foi Bagamoyo, porque foi antes um antigo ponto de comércio escravagista, que incluía torturas e exportação. A chegada dos missionários transformou a realidade do local. "Celebramos o grande trabalho feito por missionários que vieram para a Tanzânia através de Bagamoyo em 1868. Instalaram a Santa Cruz (em Bagamoyo), um símbolo de redenção da escravidão, um símbolo de fé para nós", afirmou Dom Josaphat Louis Lebulu, arcebispo emérito de Arusha.

## Organização territorial

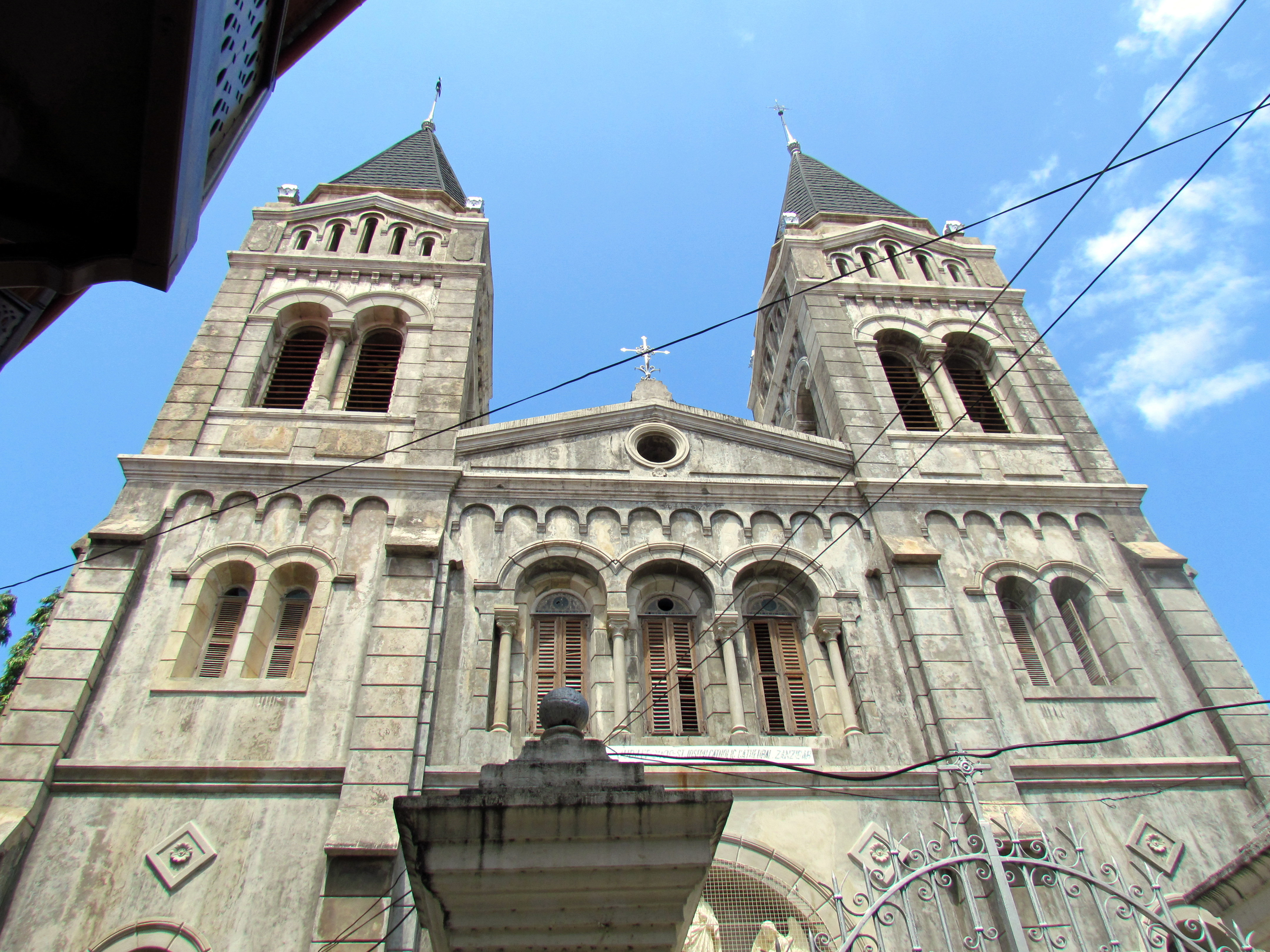
Catedral de Zanzibar.

O catolicismo está presente no país com sete arquidioceses e 27 dioceses, todas listadas abaixo:
| - Arusha - Mbulu - Moshi - Same | - Dar es Salaam - Ifakara - Mahenge - Morogoro - Tanga - Zanzibar | - Dodoma - Kondoa - Singida | - Mbeya - Iringa - Sumbawanga - Mafinga | - Mwanza - Bukoba - Bunda - Geita - Kayanga - Musonga - Rulenge–Ngara - Shinyanga | - Songea - Lindi - Mbinga - Mtwara - Njombe - Tunduru–Masasi | - Tabora - Kahama - Kigoma - Mpanda |

## Conferência Episcopal
A reunião dos bispos do país forma a Conferência Episcopal da Tanzânia, que foi criada em 1969.

## Nunciatura Apostólica
A Nunciatura Apostólica da Tanzânia foi criada em 1968.

## Visitas papais
O país foi visitado pelo Papa São João Paulo II entre os dias 1º  e 5 de setembro de 1990, juntamente com Burundi, Ruanda e Costa do Marfim. Na cerimônia de abertura da visita do Pontífice, na Catedral de São José, em Dar es Salaam, ele afirmou sobre a Igreja Católica tanzaniana:
| “ | Vocês, que são os filhos espirituais dos missionários, experimentaram a alegria de assistir a uma Igreja vibrante e jovem que surge de seus sacrifícios. É uma Igreja que testemunha a Boa Nova da salvação em meio às alegrias e realizações do povo tanzaniano, assim como suas dores e provações, suas dificuldades e dúvidas. Como membros de uma Igreja peregrina, vocês avançam com a convicção de que "a fé lança uma nova luz em todas as coisas e torna conhecida o ideal completo que Deus estabeleceu para o homem" (Gaudium et Spes, 11). Embora esse ideal seja plenamente realizado apenas na eternidade, ele os inspira a enfrentar os problemas e desafios humanos aqui e agora como os discípulos de Cristo devem: na impressionante imagem de São Paulo", com a verdade presa à cintura e a integridade de um peitoral" , usando sapatos nos pés, a ânsia de espalhar o evangelho da paz, e sempre carregando o escudo da fé (Ef 6, 14-16). | ” |
|   | — Papa São João Paulo II na cerimônia de abertura de sua visita à Tanzânia. |   |